# Dentifovea
Dentifovea là một chi bướm đêm thuộc họ Crambidae.